# Acide linoléique conjugué
Pour les articles homonymes, voir ALC et CLA.

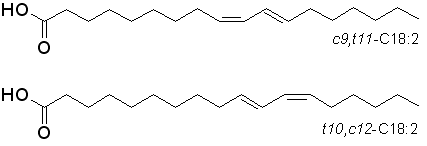
Acide linoléique conjugué.

Les acides linoléiques conjugués (ALC) (en anglais conjugated linoleic acids ou CLA) sont une famille d'isomères de l'acide linoléique ayant la particularité d'avoir leurs doubles liaisons conjuguées. Les ALC incluent 28 isomères (cis ou trans). On les retrouve principalement dans la viande et les produits laitiers provenant de ruminants qui les produisent naturellement dans leur panse (ou rumen) par bio-hydrogénation.